# Dąb Bartek w Kotwasicach
Dąb Bartek w Kotwasicach – pomnik przyrody, zabytkowy dąb szypułkowy o obwodzie 870 cm zlokalizowany w Kotwasicach (powiat turecki, województwo wielkopolskie). Pomnikiem przyrody uznano go 30 maja 1957. Jest największym dębem we wschodniej Wielkopolsce. 

## Charakterystyka
Wiek drzewa szacowany jest na około 400-600 lat. Dąb jest w dobrym stanie ze zdrowotnego punktu widzenia. Dla utrzymania jego dobrego stanu w 2014 wszczepiono roślinie mikoryzę mającą poprawić jej odporność. Pień ma blizny powstałe na skutek wyładowań atmosferycznych. 

## Legendy i turystyka
Według jednej z legend w cieniu drzewa odpoczywał cesarz Napoleon Bonaparte, a według innej Bartka miał posadzić Mieszko I, który przebywał w tych rejonach na polowaniu z żoną, Dobrawą.
Dąb znajduje się w herbie gminy Malanów. Rośnie przy szlaku rowerowym. W pobliżu znajduje się niewielka kapliczka św. Jana Pawła II.

## Galeria

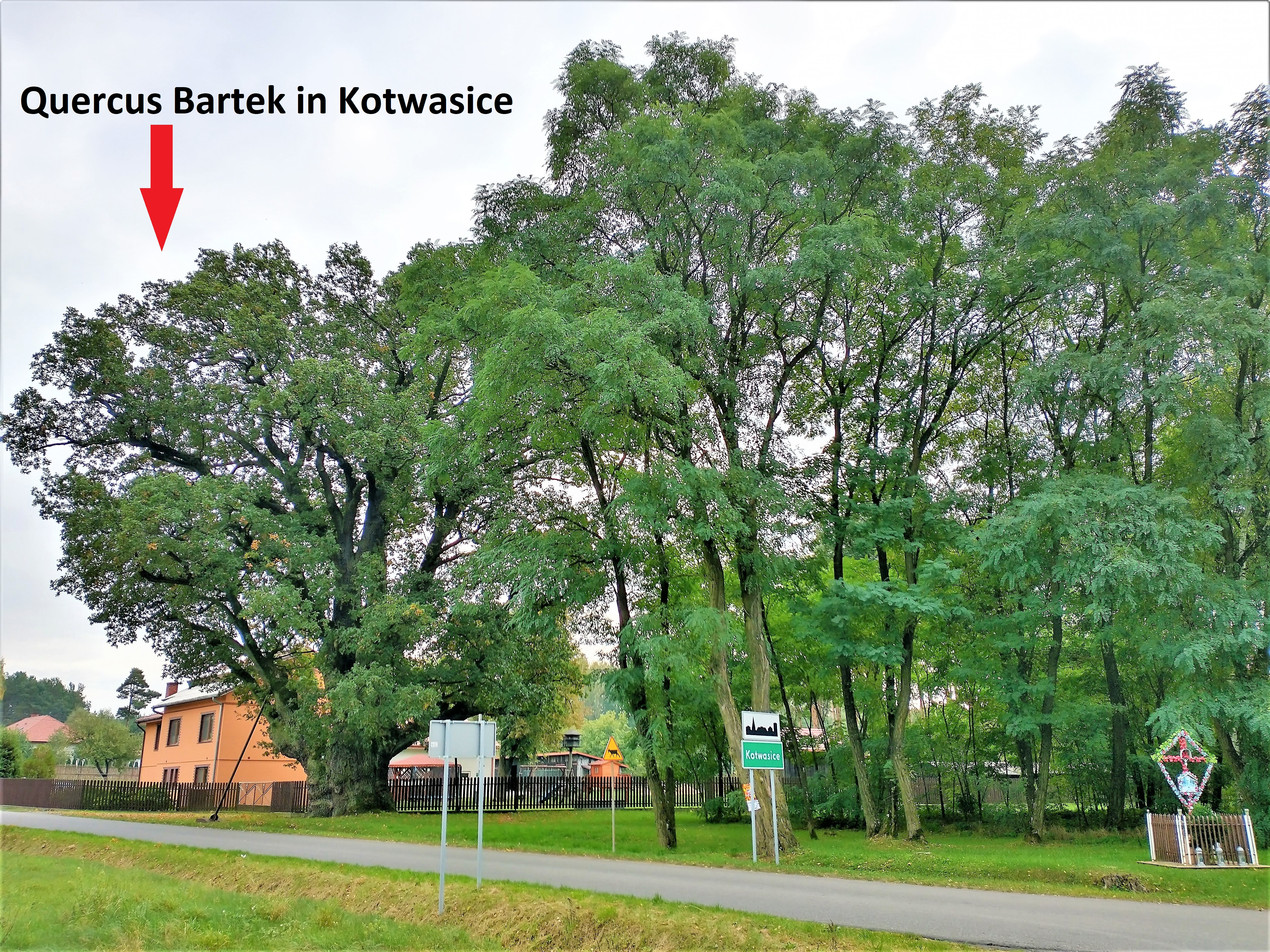
Widok z towarzyszącymi drzewami
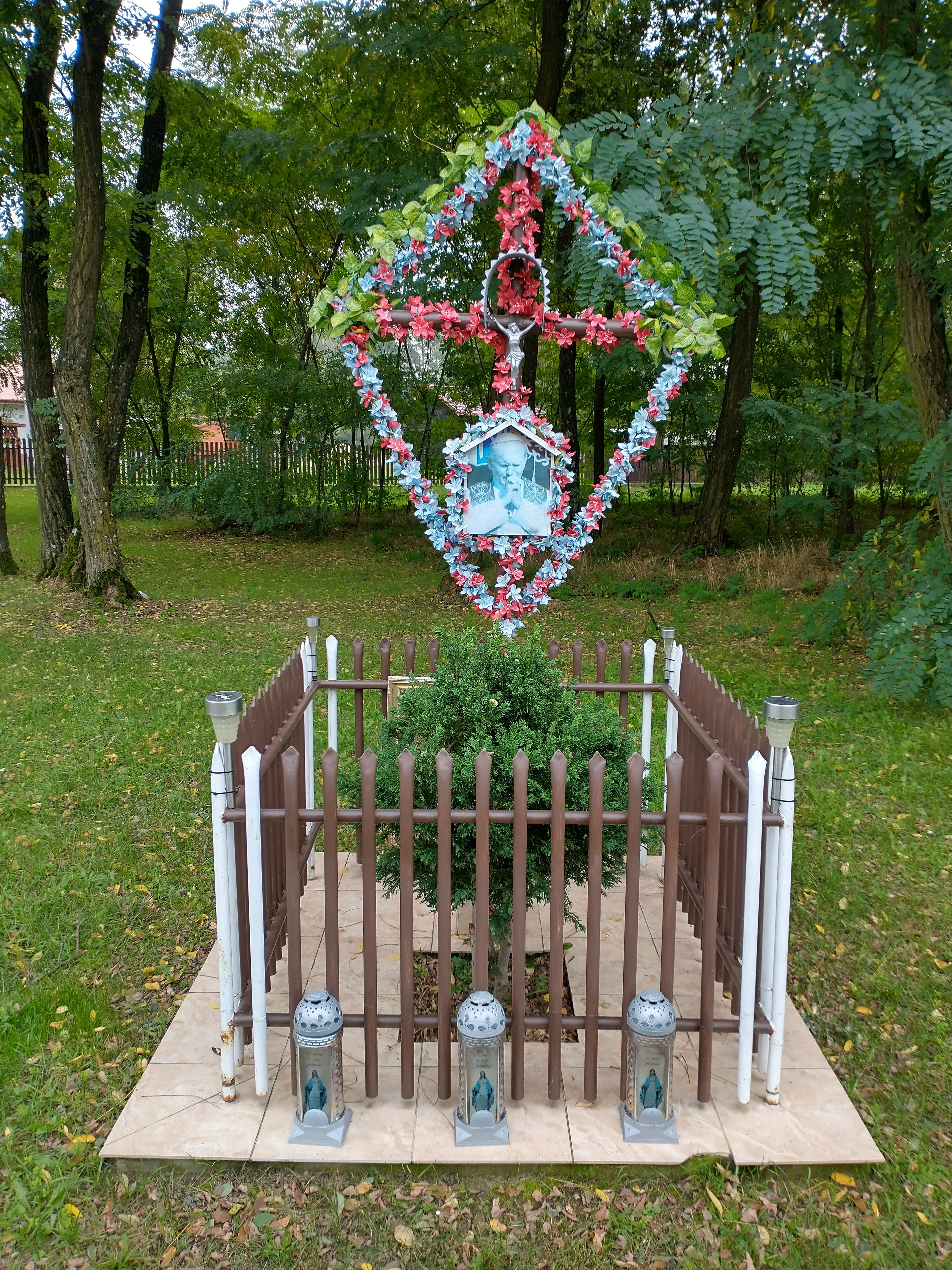
Kapliczka św. Jana Pawła II